# Galina Saidova
Galina Karimovna Saidova (en russe : Галина Каримовна Саидова, née en 1956 à Samarcande dans la RSS d’Ouzbékistan en Union Soviétique) est une femme politique ouzbèke. Elle est ministre de l'économie entre le 1er août 2011 et le 28 novembre 2017.

## Biographie
Jusqu'en décembre 2010, Saidova est ministre adjointe de l'économie. Entre 2010 et 2011, elle est brièvement ministre des Relations économiques internationales, de l'Investissement et des Échanges. Le 1er août 2011, elle est nommée nouvelle ministre de l'économie en remplacement de Ravshan G'ulomov. Elle garde ce poste jusqu'au 28 novembre 2017, où elle est remplacée par le ministre des Finances, Botir Xoʻjayev.